# Axona kershawi
Axona kershawi är en tvåvingeart som först beskrevs av Ferguson 1926.  Axona kershawi ingår i släktet Axona och familjen blomflugor. Inga underarter finns listade i Catalogue of Life.